# Zhan lang
Zhan Lang (em chinês:  战狼; em inglês:  Wolf Warrior)  é um filme chinês de 2015, realizado por Wu Jing.

## Elenco
- Wu Jing como Leng Feng
- Yu Nan como Long Xiaoyun
- Ni Dahong como Ming Deng
- Scott Adkins como Tom Cat
- Kevin Lee como Crazy Bull
- Shi Zhaoqi
- Zhou Xiaoou
- Fang Zibin
- Guo Guangping
- Ru Ping
- Hong Wei
- Wang Sen